# Sezione (tassonomia)
In biologia, ai fini della tassonomia, la sezione è uno dei livelli di classificazione scientifica degli organismi viventi, tanto della zoologia, quanto della botanica.
Nell'organizzazione gerarchica, la sezione assume un rango differente in zoologia e in botanica.
In zoologia è usata in entomologia, nei vecchi schemi tassonomici, come taxon intermedio fra il sottordine e la famiglia (o alla superfamiglia se esistente). Il rango corrisponderebbe all'infraordine che, invece, è usato negli alberi tassonomici più recenti. In alcune fonti è adottato in alternativa alla sezione per indicare lo stesso raggruppamento sistematico: ad esempio, l'ITIS (Integrated Taxonomic Information System) considera gli Aculeata come un infraordine, mentre i classici dell'Entomologia usavano il rango di sezione. Attualmente questo livello di classificazione è caduto in disuso e non è ufficialmente riconosciuto, soprattutto perché le sezioni usate dai classici fanno riferimento a raggruppamenti artificiali privi di basi filogenetiche.
In botanica è usata come taxon intermedio fra il genere e la specie ed è un rango superiore a quello di serie. Un esempio applicativo è la suddivisione interna al genere Quercus, che differenzia più sezioni per distinguere le specie a foglia caduca da quelle a foglia persistente e quelle a foglia semipersistente.